# Canoagem nos Jogos Olímpicos de Verão de 2020

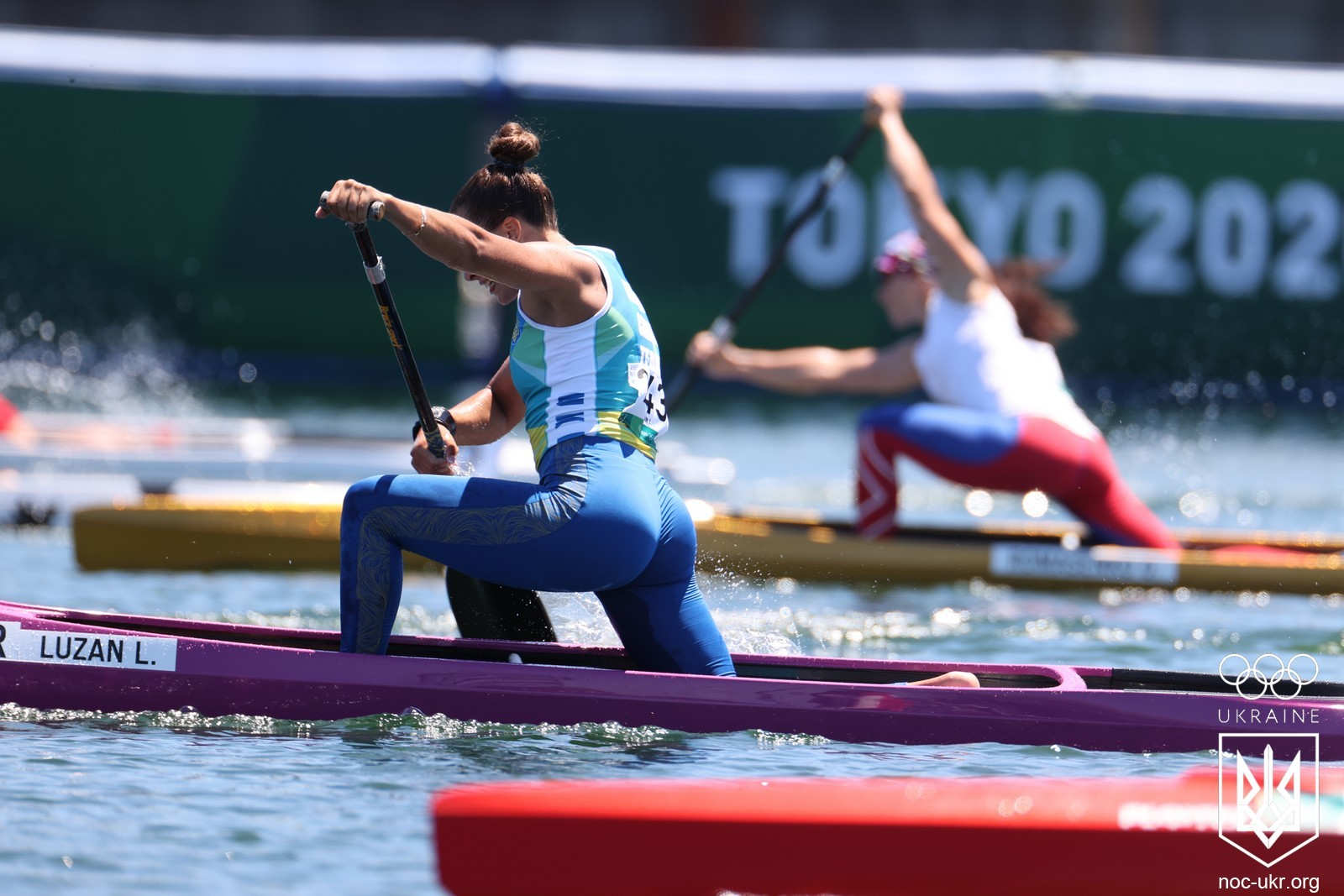
Uma das bateria do C-1 200 m feminino na canoagem de velocidade

As competições de canoagem nos Jogos Olímpicos de Verão de 2020 em Tóquio foram divididas em duas disciplinas: canoagem slalom, entre os dias 25 e 30 de julho de 2021 no Centro de Canoagem Slalom Kasai, e canoagem de velocidade, de 2 a 7 de agosto na Sea Forest Waterway, localizada na Baía de Tóquio.
Houve um total de dezesseis eventos com disputas por medalha. O programa da canoagem teve quatro mudanças de evento com relação aos últimos Jogos em 2016. Na canoagem de velocidade, o C-1 200 metros e o K-2 200 metros, ambas provas masculinas, foram substituídas pelo C-1 200 metros e pelo C-2 500 metros, eventos femininos. No slalom, o C-2 masculino foi removido e o C-1 feminino foi adicionado. Essas três mudanças fizeram parte do movimento das Olimpíadas em direção à igualdade de gênero. Além disso, o K-4 1000 metros masculino de velocidade foi substituído por uma prova mais curta, de 500 metros.

## Qualificação
Para as provas de slalom, os homens e as mulheres competiram no C-1 e K-1. As vagas conquistadas nos eventos qualificatórios foram atribuídas aos respectivos Comitês Olímpicos Nacionais, não necessariamente aos canoístas que as obtiveram, sendo que cada CON foi limitado a um barco por evento.
Na canoagem slalom cada CON estava limitado a um barco por evento, com um máximo seis homens e seis mulheres nas competições de caiaque e três homens e três mulheres na canoa. Ou seja, cada país poderia inscrever até 18 atletas no total. Como no slalom, a vaga obtida nas qualificatórias habilita a participação do CON, não necessariamente aos canoístas que a conquistaram. As cotas dadas são para os barcos.

## Calendário
As competições de canoagem foram realizados ao longo de 12 dias, sendo seis deles para a disputa da canoagem slalom e outros seis para a canoagem de velocidade.
| E | Eliminatórias | QF | Quartas de final | SF | Semifinais | F | Final |

| DataEvento           | 25 jul | 26 jul | 26 jul | 27 jul | 27 jul | 28 jul | 29 jul | 29 jul | 30 jul | 30 jul |
| -------------------- | ------ | ------ | ------ | ------ | ------ | ------ | ------ | ------ | ------ | ------ |
| Slalom C-1 masculino | E      | SF     | F      |        |        |        |        |        |        |        |
| Slalom K-1 masculino |        |        |        |        |        | E      |        |        | SF     | F      |
| Slalom C-1 feminino  |        |        |        |        |        | E      | SF     | F      |        |        |
| Slalom K-1 feminino  | E      |        |        | SF     | F      |        |        |        |        |        |

| DataEvento           | 2 ago | 2 ago | 3 ago | 3 ago | 4 ago | 4 ago | 5 ago | 5 ago | 6 ago | 6 ago | 7 ago | 7 ago |
| -------------------- | ----- | ----- | ----- | ----- | ----- | ----- | ----- | ----- | ----- | ----- | ----- | ----- |
| C-1 1000 m masculino |       |       |       |       |       |       |       |       | E     | QF    | SF    | F     |
| C-2 1000 m masculino | E     | QF    | SF    | F     |       |       |       |       |       |       |       |       |
| K-1 200 m masculino  |       |       |       |       | E     | QF    | SF    | F     |       |       |       |       |
| K-1 1000 m masculino | E     | QF    | SF    | F     |       |       |       |       |       |       |       |       |
| K-2 1000 m masculino |       |       |       |       | E     | QF    | SF    | F     |       |       |       |       |
| K-4 500 m masculino  |       |       |       |       |       |       |       |       | E     | E     | SF    | F     |
| C-1 200 m feminino   |       |       |       |       | E     | QF    | SF    | F     |       |       |       |       |
| C-2 500 m feminino   |       |       |       |       |       |       |       |       | E     | QF    | SF    | F     |
| K-1 200 m feminino   | E     | QF    | SF    | F     |       |       |       |       |       |       |       |       |
| K-1 500 m feminino   |       |       |       |       | E     | QF    | SF    | F     |       |       |       |       |
| K-2 500 m feminino   | E     | QF    | SF    | F     |       |       |       |       |       |       |       |       |
| K-4 500 m feminino   |       |       |       |       |       |       |       |       | E     | E     | SF    | F     |

## Nações participantes
Ao todo, 59 CONs tiveram atletas qualificados em ao menos um evento. Entre parênteses encontra-se representada a quantidade de atletas.
- GER Alemanha (21)
- AND Andorra (1)
- ALG Argélia (1)
- ARG Argentina (4)
- AUS Austrália (16)
- AUT Áustria (5)
- BEL Bélgica (4)
- BIZ Belize (1)
- BLR Bielorrússia (12)
- BRA Brasil (5)
- BUL Bulgária (1)
- CAN Canadá (18)
- KAZ Cazaquistão (7)
- CHI Chile (2)
- CHN China (18)
- KOR Coreia do Sul (1)
- CRO Croácia (3)
- CUB Cuba (5)
- DEN Dinamarca (4)
- EGY Egito (2)
- EOR Equipe Olímpica de Refugiados (1)
- SVK Eslováquia (9)
- SLO Eslovênia (6)
- ESP Espanha (15)
- USA Estados Unidos (4)
- FRA França (13)
- GBR Grã-Bretanha (8)
- HUN Hungria (18)
- COK Ilhas Cook (3)
- IRI Irã (1)
- IRL Irlanda (1)
- ITA Itália (7)
- JPN Japão (12)
- LAT Letônia (1)
- LTU Lituânia (1)
- MAR Marrocos (2)
- MEX México (1)
- MOZ Moçambique (1)
- MDA Moldávia (3)
- NGR Nigéria (1)
- NOR Noruega (1)
- NZL Nova Zelândia (8)
- NED Países Baixos (1)
- POL Polônia (13)
- POR Portugal (8)
- CZE República Checa (9)
- ROC ROC (17)
- ROU Romênia (2)
- SAM Samoa (3)
- STP São Tomé e Príncipe (2)
- SEN Senegal (1)
- SRB Sérvia (3)
- SWE Suécia (3)
- SUI Suíça (3)
- THA Tailândia (1)
- TPE Taipé Chinês (1)
- TUN Tunísia (4)
- UKR Ucrânia (11)
- UZB Uzbequistão (2)

## Medalhistas

### Slalom
| Evento                 | Ouro                              | Prata                             | Bronze                        |
| ---------------------- | --------------------------------- | --------------------------------- | ----------------------------- |
| C-1 masculino detalhes | Benjamin Savšek SLO Eslovênia     | Lukáš Rohan CZE República Checa   | Sideris Tasiadis GER Alemanha |
| K-1 masculino detalhes | Jiří Prskavec CZE República Checa | Jakub Grigar SLO Eslovênia        | Hannes Aigner GER Alemanha    |
| C-1 feminino detalhes  | Jessica Fox AUS Austrália         | Mallory Franklin GBR Grã-Bretanha | Andrea Herzog GER Alemanha    |
| K-1 feminino detalhes  | Ricarda Funk GER Alemanha         | Maialen Chourraut ESP Espanha     | Jessica Fox AUS Austrália     |

### Velocidade
Masculino
| Evento                   | Ouro                                                              | Ouro        | Prata                                                                        | Prata    | Bronze                                                        | Bronze   |
| ------------------------ | ----------------------------------------------------------------- | ----------- | ---------------------------------------------------------------------------- | -------- | ------------------------------------------------------------- | -------- |
| C-1 1000 metros detalhes | Isaquias Queiroz BRA Brasil                                       | 4:04.408    | Liu Hao CHN China                                                            | 4:05.724 | Serghei Tarnovschi MDA Moldávia                               | 4:06.069 |
| C-2 1000 metros detalhes | Serguey Torres Fernando Jorge CUB Cuba                            | 3:24.995 OB | Liu Hao Zheng Pengfei CHN China                                              | 3:25.198 | Sebastian Brendel Tim Hecker GER Alemanha                     | 3:25.615 |
| K-1 200 metros detalhes  | Sándor Tótka HUN Hungria                                          | 35.035      | Manfredi Rizza ITA Itália                                                    | 35.080   | Liam Heath GBR Grã-Bretanha                                   | 35.202   |
| K-1 1000 metros detalhes | Bálint Kopasz HUN Hungria                                         | 3:20.643 OB | Ádám Varga HUN Hungria                                                       | 3:22.431 | Fernando Pimenta POR Portugal                                 | 3:22.478 |
| K-2 1000 metros detalhes | Jean van der Westhuyzen Thomas Green AUS Austrália                | 3:15.280    | Max Hoff Jacob Schopf GER Alemanha                                           | 3:15.584 | Josef Dostál Radek Šlouf CZE República Checa                  | 3:16.106 |
| K-4 500 metros detalhes  | Max Rendschmidt Ronald Rauhe Tom Liebscher Max Lemke GER Alemanha | 1:22.219    | Saúl Craviotto Marcus Cooper Walz Carlos Arévalo Rodrigo Germade ESP Espanha | 1:22.445 | Samuel Baláž Denis Myšák Erik Vlček Adam Botek SVK Eslováquia | 1:23.534 |

Feminino
| Evento                  | Ouro                                                            | Ouro        | Prata                                                                               | Prata    | Bronze                                                                      | Bronze   |
| ----------------------- | --------------------------------------------------------------- | ----------- | ----------------------------------------------------------------------------------- | -------- | --------------------------------------------------------------------------- | -------- |
| C-1 200 metros detalhes | Nevin Harrison USA Estados Unidos                               | 45.932      | Laurence Vincent Lapointe CAN Canadá                                                | 46.786   | Liudmyla Luzan UKR Ucrânia                                                  | 47.034   |
| C-2 500 metros detalhes | Xu Shixiao Sun Mengya CHN China                                 | 1:55.495 OB | Liudmyla Luzan Anastasiia Chetverikova UKR Ucrânia                                  | 1:57.499 | Laurence Vincent Lapointe Katie Vincent CAN Canadá                          | 1:59.041 |
| K-1 200 metros detalhes | Lisa Carrington NZL Nova Zelândia                               | 38.120 OB   | Teresa Portela ESP Espanha                                                          | 38.883   | Emma Jørgensen DEN Dinamarca                                                | 38.901   |
| K-1 500 metros detalhes | Lisa Carrington NZL Nova Zelândia                               | 1:51.216    | Tamara Csipes HUN Hungria                                                           | 1:51.855 | Emma Jørgensen DEN Dinamarca                                                | 1:52.773 |
| K-2 500 metros detalhes | Lisa Carrington Caitlin Regal NZL Nova Zelândia                 | 1:35.785 OB | Karolina Naja Anna Puławska POL Polônia                                             | 1:36.753 | Danuta Kozák Dóra Bodonyi HUN Hungria                                       | 1:36.867 |
| K-4 500 metros detalhes | Danuta Kozák Tamara Csipes Anna Kárász Dóra Bodonyi HUN Hungria | 1:35.463    | Marharyta Makhneva Nadzeya Papok Volha Khudzenka Maryna Litvinchuk BLR Bielorrússia | 1:36.073 | Karolina Naja Anna Puławska Justyna Iskrzycka Helena Wiśniewska POL Polônia | 1:36.445 |

## Quadro de medalhas

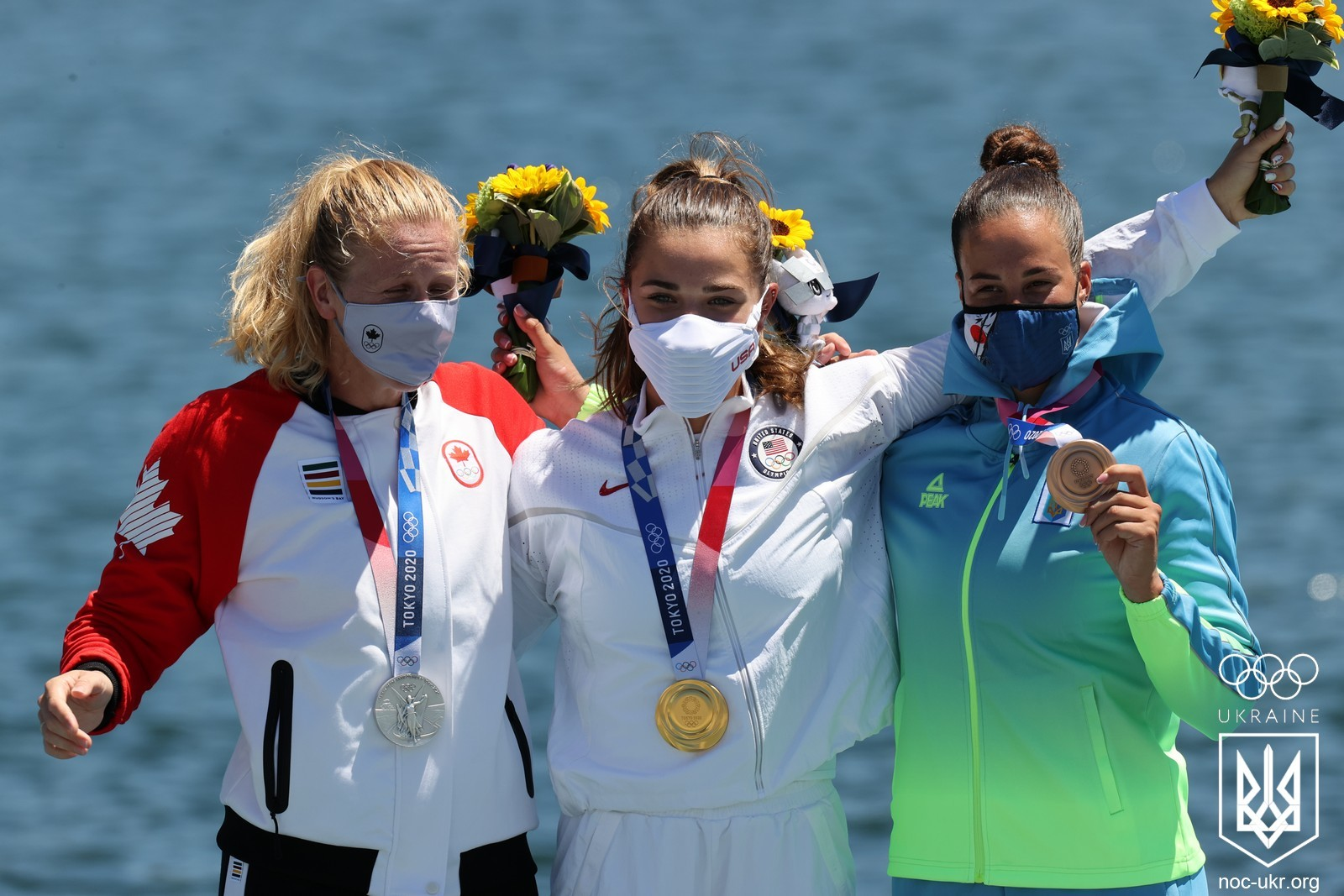
Medalhistas do C-1 200 m feminino da canoagem de velocidade

| Ordem | País                | Medalha de ouro | Medalha de prata | Medalha de bronze |    | Ordem por total |
| ----- | ------------------- | --------------- | ---------------- | ----------------- | -- | --------------- |
| 1     | HUN Hungria         | 3               | 2                | 1                 | 6  | 2               |
| 2     | NZL Nova Zelândia   | 3               |                  |                   | 3  | 3               |
| 3     | GER Alemanha        | 2               | 1                | 4                 | 7  | 1               |
| 4     | AUS Austrália       | 2               |                  | 1                 | 3  | 3               |
| 5     | CHN China           | 1               | 2                |                   | 3  | 3               |
| 6     | CZE República Checa | 1               | 1                | 1                 | 3  | 3               |
| 7     | BRA Brasil          | 1               |                  |                   | 1  | 14              |
|       | CUB Cuba            | 1               |                  |                   | 1  | 14              |
|       | SLO Eslovênia       | 1               |                  |                   | 1  | 14              |
|       | USA Estados Unidos  | 1               |                  |                   | 1  | 14              |
| 11    | ESP Espanha         |                 | 3                |                   | 3  | 3               |
| 12    | CAN Canadá          |                 | 1                | 1                 | 2  | 8               |
|       | SVK Eslováquia      |                 | 1                | 1                 | 2  | 8               |
|       | GBR Grã-Bretanha    |                 | 1                | 1                 | 2  | 8               |
|       | POL Polônia         |                 | 1                | 1                 | 2  | 8               |
|       | UKR Ucrânia         |                 | 1                | 1                 | 2  | 8               |
| 17    | BLR Bielorrússia    |                 | 1                |                   | 1  | 14              |
|       | ITA Itália          |                 | 1                |                   | 1  | 14              |
| 19    | DEN Dinamarca       |                 |                  | 2                 | 2  | 8               |
| 20    | MDA Moldávia        |                 |                  | 1                 | 1  | 14              |
|       | POR Portugal        |                 |                  | 1                 | 1  | 14              |
| TOTAL | TOTAL               | 16              | 16               | 16                | 48 | —               |